# Richard Caron
Pour les articles homonymes, voir Caron.
Richard Caron, né le 22 décembre 1933 à Péronne et décédé le 6 octobre 1997 à Sèvres, est un écrivain, journaliste et scénariste français.

## Biographie
Admirateur dans sa jeunesse d’Alfred Jarry, Marcel Aymé et Pierre Mac Orlan, il s’intéresse très tôt à la littérature et découvre le surréalisme par l’intermédiaire d’André Blavier, grâce auquel il aura l’occasion de collaborer à la revue Temps mêlés au milieu des années 1950.
C’est à la même époque qu’il amorce une carrière de journaliste, d’abord à Centre-éclair, à Châteauroux, puis à Europe 1 dans la première moitié des années 1960.
En 1962, Charles Exbrayat lui commande un roman d’espionnage, intitulé « Un espion, ça voyage », pour la collection du Masque consacré à ce genre, et qu’il signe sous le pseudonyme de Archie Twick.
Il se lie d’amitié avec Jean Bruce qui lui ouvre les portes des Éditions Fleuve noir, ainsi que des Presses de la Cité, où il publie une quarantaine de romans policiers et une trentaine de romans d’espionnage, et créant également une série de fiction s’inspirant de faits de société des années 1960 à 1980, mettant en scène son personnage fétiche TTX 75. Une adaptation en bande dessinée sera publiée en petit format dans TTX 75.
À partir de 1967, il est le directeur de 001, un magazine consacré à l’espionnage.
Plusieurs de ses livres seront adaptés à l’écran, notamment, Il était une fois un flic, réalisé par Georges Lautner, d’après TTX 75 en famille, avec Mireille Darc, Michel Constantin et Michael Lonsdale, sur un scénario de Georges Lautner et Francis Veber.
Auteur d’une centaine de dramatiques pour la radio, ainsi que scénariste pour la télévision, il signe plusieurs séries en collaboration avec des auteurs comme Paul Fournel ou Didier van Cauwelaert et, tout particulièrement, avec Francis Veber, ainsi que des réalisateurs comme Jean-Dominique de la Rochefoucauld, Claude Vajda ou Paul Vecchiali.
Il est également l’auteur de Sur les traces du roman d'espionnage, qui paraît en 1995 dans la Revue des deux Mondes, où il retrouve Ralph Messac, un ami de longue date.

## Œuvre

### Dans lacoll.«Spécial Police», ÉditionsFleuve noir
- Notre abonné de Hong-Kong, no 366 (1963)
- Les Frelons, no 371 (1963)
- L'Heure noire, no 454 (1965)
- Marjorie cruelle, no 492 (1965)
- Tableau de chasse, no 503 (1966)
- C’était mon frère, no 552 (1966)
- Tueurs à domicile, no 579 (1967)
- De la poudre et des balles, no 626 (1967), réédition Fleuve noir coll. « Polar » no 50  (ISBN 2-265-04117-3)
- Aurora du désert, no 659 (1968)
- Terminale, no 1067 (1969)
- Saintes pour sang, no 1293 (1976)  (ISBN 2-265-00189-9)

### Dans lacoll.«Espionnage», Éditions Fleuve noir
- L'Espion malade, no 372
- Le Commando, no 401
- Toi, l'espion, no 443
- Comment le descendre ?, no 464
- Le Vent de l'Est, no 487
- Imbroglio dalmate, no 519
- TTX-75 à Berlin, no 557
- TTX 75 sur le Nil, no 581
- TTX 75 et les W.A.F., no 591
- TTX 75 opération, no 637
- TTX 75 à Antwerpen, no 686
- TTX-75 en famille, no 705
- TTX 75 recherche M. le duc, no 716
- TTX 75 à Hambourg, no 748
- Symphonie mexicaine, no 1310 (1977)  (ISBN 2-265-00233-X)
- TTX 75, guerre et peste, no 1427 (1978)  (ISBN 2-265-00728-5)
- Coup de Djerba, no 1447 (1978)  (ISBN 2-265-00803-6)

### Dans lacoll.«Espionnage»auxPresses de la Cité
- Opération Adolf, no 80 (collaboration avec Marc Hillel)
- Santa Furia, no 87 (collaboration avec Pierre Andro)
- Castro suractivé, no 112 (collaboration avec Pierre Andro)
- Mais qui a tué Monsieur H, no 121 (collaboration avec Pierre Andro)
- Un certain Coronella, no 137
- Le Caire a ses raisons, no 149
- La Fille de l'ombre, no 156

## Filmographie (scénarios ou dialogues)
- Le Président et la Garde-barrière, 1997 (TV)
- Les Souterrains étrusques, (Les Nouveaux exploits d’Arsène Lupin), 1989 (TV)
- Madame et ses flics, 1985 (TV)
- Cœur de hareng, 1984 (TV)
- L’Escarpolette, 1982, (TV)
- Le Mystère de Saint-Chorlu, 1981 (TV)
- Tout est à vendre, 1981 (TV)
- Aéroport : Transit Hôtel, 1980 (TV)
- La Mésaventure, 1980 (TV)
- Trois de cœur, 1976 TV
- Les Grands Moyens, 1976
- Il était une fois un flic, 1971
- Banco à Bangkok pour OSS 117, 1964.

## Théâtre

### Comédien
- 1970 : Ce soir, on improvise de Luigi Pirandello, mise en scène Gérard Vergez, Festival d'Avignon
- 1970 : Jarry sur la butte (d'après les œuvres complètes d'Alfred Jarry), mise en scène Jean-Louis Barrault, Élysée-Montmartre

## Source
- Claude Mesplède (dir.), Dictionnaire des littératures policières, vol. 1 : A - I, Nantes, Joseph K, coll. « Temps noir », 2007, 1054 p. (ISBN 978-2-910-68644-4, OCLC 315873251), p. 366